# Prožna panjevka
Prožna panjevka (znanstveno ime Flammulina elastica) je gliva iz rodu panjevk (Flammulina). Njeno vrstno ime se nanaša na njihovo prožno teksturo.

## Značilnosti
Klobuki so sijoče rumeno oranžne barve s temnejšim osredjem in imajo premer od 2 do 10 cm in so sprva izbočeni, z zrelostjo se sploščijo. Rob je pogosto rahlo valovit. V mokrem vremenu so sluzasti. 
Lističi so zmerno razmaknjeni, široki in priraščeni na bet. Najprej so kremno bele barve, ko goba dozori pa postanejo bledo rumeni.
Bet je žilav in prekrit s finim žametnim puhom. Zgornji del je bledo kremasto rumen, v dnišču pa temno rjav.
Nima posebnega vonja in okusa.

## Razširjenost in življenjski prostor
Raste v šopkih kot gniloživka na deblih in štorih vrb in včasih topolov.

## Mikroskopske značilnosti
Trosni odtis je bele barve. Trosi so elipsoidni, gladki, neamiloidni in merijo 8–12 x 3–4 μm. Razmerje med dolžino in širino (Q) je od 2,2 do 3 in je pomembna za natančno določitev.

## Podobne vrste
- zimska panjevka (Flammulina velutipes) je tako podobna, da jo lahko zanesljivo ločimo le po manjših in manj podolgovatih trosih
- mala štorovka (Kuehneromyces mutabilis) ima temnejše lističe in rjav trosni prah

## Uporabnost
Užitna.

## Galerija slik
- klobuk
- lističi in bet
- trosi